# Hrvatski jezik (časopis)
Hrvatski jezik je znanstveno-popularni časopis za kulturu hrvatskoga jezika. Prvi broj predstavljen je 17. ožujka 2014., na dan objave Deklaracije o nazivu i položaju hrvatskog književnog jezika iz 1967. godine.

## ČasopisHrvatski jezik
Po uzoru na znanstveno-popularni časopis Hrvatski jezik, koji je izdavalo Društvo Hrvatski jezik 1938. – 1939. (objavljeno 10 brojeva u pet sveščića), u kojem je unatoč neredovitu izlaženju i samo jednom godištu objavljen niz vrijednih članaka o jezikoslovnoj kroatistici, na poticaj glavnog urednika Željka Jozića pokrenut je u Institutu za hrvatski jezik i jezikoslovlje u ožujku 2014. godine prvi znanstveno-popularni časopis o hrvatskome jeziku. Urednicama su imenovane znanstvene savjetnice u Institutu Milica Mihaljević i Lana Hudeček. 

## Rubrike i teme
Na početku časopisa nalazi se znanstveno-popularni članak o kojemu aktualnom jezičnom pitanju. Posebna se pozornost posvećuje funkcionalnim stilovima hrvatskoga jezika te pravopisnim i gramatičkim problemima koji se pojavljuju u pojedinim strukama, terminološkim problemima, jeziku medija, jeziku i nazivlju koje se upotrebljava u školskim udžbenicima i programima itd. Zatim slijede kraći članci raspoređeni po rubrikama kojima su urednici znanstvenici Instituta za hrvatski jezik i jezikoslovlje. 

#### Od Mile do Drage
U rubrici se obrađuju antroponimijske teme, ponajprije postanje i motivacija osobnih imena, prezimena i nadimaka. Urednik rubrike je Domagoj Vidović.

#### U dva klika mišem
Rubrika govori o računalnome i informatičkome nazivlju u kojemu se svakodnevno pojavljuju novi nazivi, uglavnom anglizmi, a mnogi od njih ulaze i u opći jezik. Urednik rubrike je Antun Halonja.

#### Domaća zadaća
Rubrika uključuje sve što je povezano s hrvatskim jezikom u školi. Urednica rubrike je prof. Marina Čubrić, profesorica u Nadbiskupskoj klasičnoj gimnaziji u Zagrebu.  

#### Od A do Ž
U rubrici se govori o značenju frazema koje čujemo svakodnevno, a često ne znamo ni kako su nastali ni što zapravo znače. Urednica rubrike je Barbara Kovačević.

#### Jezik i društvo
U rubrici se govori o hrvatskome jeziku u društvenome kontekstu s etnolingvističkoga i sociolingvističkoga stajališta, a najčešće teme su jezični stereotipi, žargoni, dijalekti, jezik društvenih mreža itd. Urednica rubrike je Irena Miloš. 

#### Lektorske bilješke
Rubrika donosi odgovore na pitanja i jezične nedoumice lektora, prevoditelja i novinara koji kad naiđu na jezični problem. Jezični savjeti nalaze se i na mrežnim stranicama Instituta savjetnik.ihjj.hr, a u ovoj se rubrici nude odgovori na još neka otvorena jezična pitanja. Urednik rubrike je Kristian Lewis. 

#### Vremeplov
U rubrici nalazi se izbor iz zanimljivih i još uvijek aktualnih jezikoslovnih tekstova koji su nastali u nekim drugim vremenima. Urednica rubrike je Marijana Horvat.

#### Čitaonica
U rubrici se prikazuju novoobjavljene knjige za koje se smatra da bi mogla zainteresirati širi čitateljski krug. Kako bi prikaz bio življi i popularniji, osim samoga sadržaja knjige, objavljuje se i kratak razgovor s autorom ili urednikom. Urednica je Barbara Štebih Golub.

#### Odakle nam riječi?
U rubrici se donose članci o podrijetlu pojedinih riječi. Urednik rubrike je Tijmen Pronk.

## Vanjske poveznice
- Institut za hrvatski jezik i jezikoslovlje: Znanstveno-popularni časopis Hrvatski jezik  Arhivirana inačica izvorne stranice od 18. listopada 2014. (Wayback Machine)
- Večernji.hr – Goran Gerovac: »Hrvatski jezik, časopis za njegovanje jezične kulture, u ponedjeljak pred čitateljima« (objavljeno 15. ožujka 2014.)